# Asperula affinis
Asperula affinis är en måreväxtart som beskrevs av Pierre Edmond Boissier och Alfred Huet du Pavillon. Asperula affinis ingår i släktet färgmåror, och familjen måreväxter. Inga underarter finns listade i Catalogue of Life.